# 川崎市立今井中学校
川崎市立今井中学校（かわさきしりつ いまいちゅうがっこう）は、神奈川県川崎市中原区今井仲町7にある公立中学校。

## 概要
学校目標として以下の3項目を掲げている。
- 心身の健康
- 自他の尊重
- 生き甲斐の発見

## 沿革
- 1962年4月1日 - 設立
- 1962年10月9日 - 開校
- 1966年9月18日 - 校歌制定
- 1969年2月25日 - 校旗制定
- 1975年4月1日 - 特殊学級開設
- 1997年7月31日 - 新校舎完成
- 2009年8月25日 - 普通教室にエアコン設置

## 学区域および 学区内小学校
- 川崎市立今井小学校
  - 今井上町1～8、11、12番
  - 今井仲町
  - 今井西町
- 川崎市立住吉小学校
  - 木月大町
  - 木月祗園町
  - 木月1丁目
- 川崎市立東住吉小学校
  - 今井南町
  - 木月伊勢町
  - 木月住吉町1番11、12号
    - かつては今井南町だった。
- 川崎市立小杉小学校
  - 小杉町3丁目

## 進路
進学先公立高等学校としては、旧川崎南部学区に属する高校およびJR南武線、東急東横線沿線の高校が想定される。
- 旧川崎南学区
  - 神奈川県立川崎高等学校
  - 神奈川県立新城高等学校
  - 神奈川県立住吉高等学校
  - 川崎市立川崎高等学校
  - 川崎市立橘高等学校
  - 神奈川県立大師高等学校
- JR南武線沿線
  - 神奈川県立多摩高等学校
- 東急東横線沿線
  - 神奈川県立港北高等学校
  - 神奈川県立神奈川工業高等学校
  - 神奈川県立神奈川総合高等学校
  - 神奈川県立横浜平沼高等学校

## 交通
- JR南武線武蔵小杉駅 徒歩13分
- 東急東横線武蔵小杉駅徒歩13分
- 川崎市営バス「鷺02」・「杉10」・「溝04」、東急バス「鷺02」・「杉09」・「杉06」の各系統で、「今井上町」バス停下車後、徒歩約2分

## 著名な出身者
- 根本和也（野球選手）
- はあちゅう（ブロガー）[要出典]
- 為国辰弥(YouTuber)